# Ель красная
Ель красная (лат. Picea rubens) — один из видов ели, классифицирован Ч. Сарджентом.

## Ареал
Ареал вида — район от реки Святого Лаврентия до Атлантического побережья Новой Шотландии и Новой Англии. На юге ель красная может встречаться на высотах свыше 1000 м от Адирондака до гор Аллегейни в Аппалачах, изолированные ареалы до Северной Каролины. Наиболее вид распространён в Новой Англии и атлантическом побережье Канады. Ель красная — один из символов Новой Шотландии.
Ель красная выращивается и как декоративное растение (формы «Virgata» и «Nana»).

## Описание вида
Ель красная представляет собой вечнозелёное хвойное дерево. В зависимости от условий высота дерева достигает 20—40 м, но в сложных условиях высота может составлять 4—5 м. Диаметр ствола в среднем 60 см, но может достигать 1,5 м. Хвоя около 10—15 мм длиной и около миллиметра шириной. Семена 2—3 мм длиной, с большим крылом. Шишки яйцевидные, 3—5 см длиной и 1,5—3,5 см шириной, зрелом виде — красновато-коричневые. Живёт ель красная 250—400 лет.
Наиболее близкий вид — ель чёрная, в общем ареале в естественных условиях могут образовываться гибриды.

## Галерея

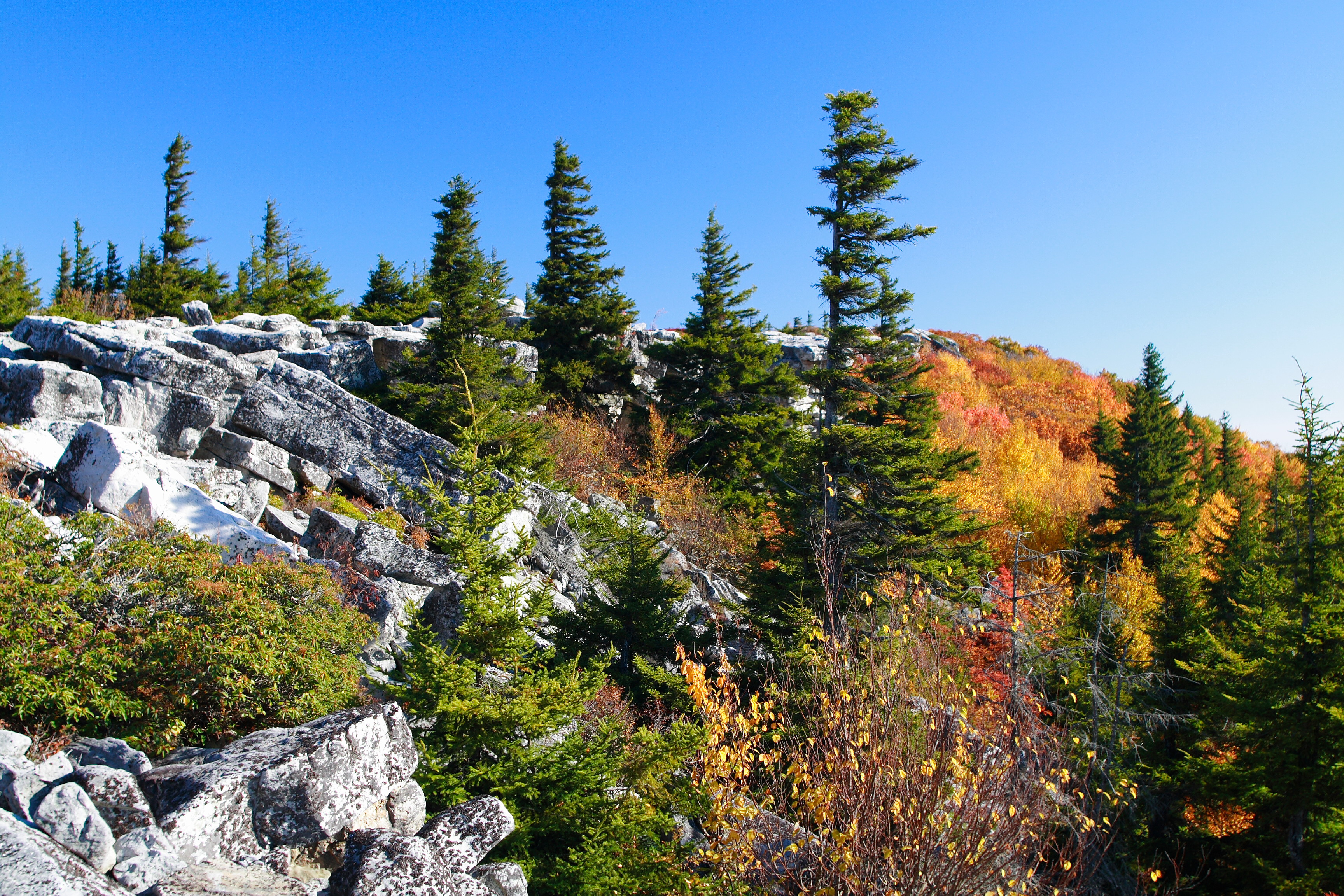
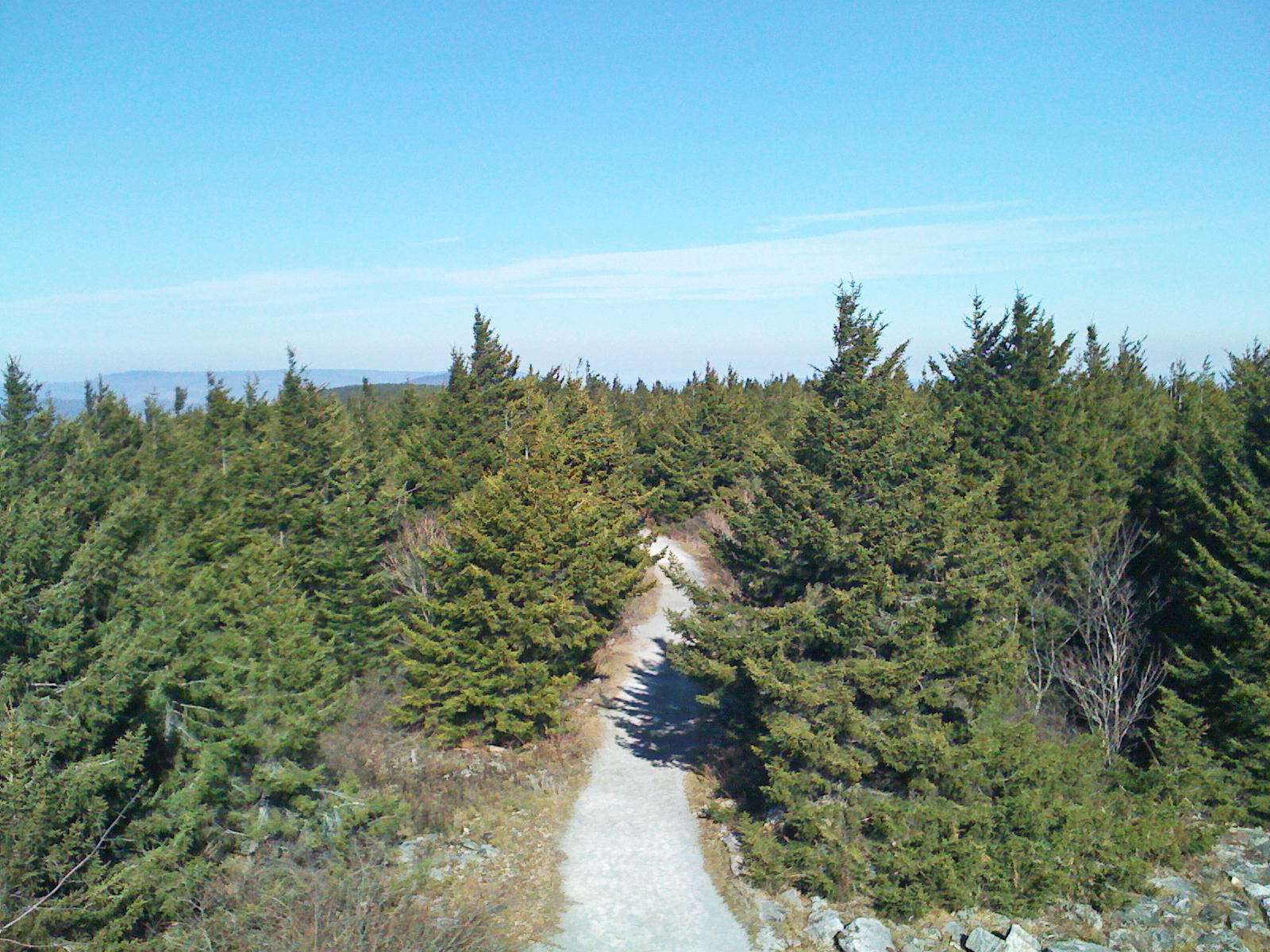
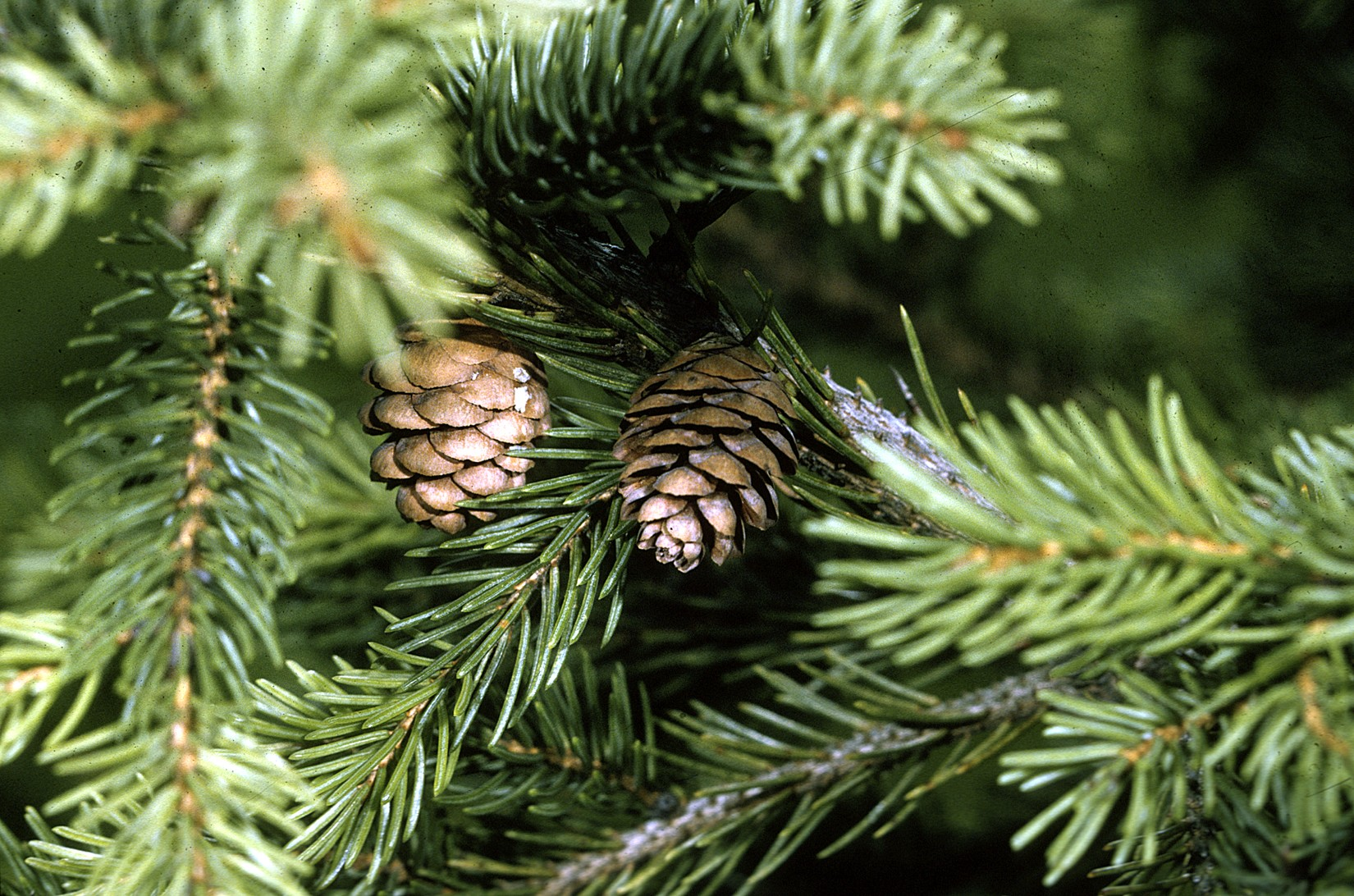